# عدد هرمي مربع

تمثيل هندسي لعدد هرمي مربع 1 + 4 + 9 + 16 = 30.

في الرياضيات، عدد هرمي مربع هو عدد شكلي يمثل عدد الكرات، موضوعةً على شكل طبقات، كل طبقة فوق الأخرى، وكل طبقة على شكل مربع.
الأعداد المهرمية المربيعة الأولى هي : 1, 5, 14, 30 , 55 ...

## الصيغة
{\displaystyle P_{n}=\sum _{k=1}^{n}k^{2}={\frac {n(n+1)(2n+1)}{6}}={\frac {2n^{3}+3n^{2}+n}{6}}.}

## وصلات خارجية
- Weisstein, Eric W. "Square Pyramidal Number". MathWorld.